# Брэзил, Анжела
Анжела Брэзил (англ. Angela Brazil; 30 ноября 1868, Престон ― 13 марта 1947, Ковентри) ― британская писательница подростковой литературы. Была одной из первых, кто начал писать для детей не нравоучительные рассказы, а развлекательные. Всего опубликовала около пятидесяти книг для девочек; писала в основном в жанре фантастики, хотя также посвятила множество рассказов теме жизни в школе-интернате.
Её первым литературным опытом был детский журнал, который она пыталась составлять со своей подругой Лейлой Лэндгейл, хотя всерьёз начала заниматься литературой, когда ей было уже за тридцать. Первое крупное произведение ― A Terrible Tomboy (1904).
Её книги имели большой коммерческий успех и ими зачитывались многие британские девочки детского и подросткового возрастов. И хотя интерес к подобного рода литературе в целом и общем угас в Великобритании после окончания Второй мировой войны, книги Брэзил оставались популярными вплоть до 1960-х годов. Во времена своей популярности многие из её произведений воспринимались как оказывающие негативное влияние на становление личности подростка со стороны некоторых представителей официальных властей, а в некоторых случаях запрещались или даже прямо сжигались по указанию заведующих пансионатами для девочек.

## Сочинения
- A Terrible Tomboy (1904)
- The Fortunes of Philippa (1906)
- The Third Class at Miss Kaye's (1908)
- The Nicest Girl in the School (1909)
- Bosom Friends: A Seaside Story (1910)
- The Manor House School (1910)
- A Fourth Form Friendship (1911)
- The New Girl at St. Chad's (1911)
- A Pair of Schoolgirls (1912)
- The Youngest Girl in the Fifth (1913)
- The Leader of the Lower School (1913)
- The Girls of St. Cyprian's (1914)
- The School by the Sea (1914)
- For the Sake of the School (1915)
- The Jolliest Term on Record (1915)
- The Luckiest Girl in the School (1916)
- The Madcap of the School (1917)
- A Patriotic Schoolgirl (1918)
- For the School Colours (1918)
- The Head Girl at The Gables (1919)
- A Harum-Scarum Schoolgirl (1919)
- A Popular Schoolgirl (1920)
- The Princess of the School (1920)
- A Fortunate Term (1921)
- Loyal to the School (1921)
- Monitress Merle (1922)
- The School in the South (1922)
- The Jolliest School of All (1922)
- Schoolgirl Kitty (1923)
- Captain Peggie (1924)
- Joan's Best Chum (1926)
- Queen of the Dormitory and Other Stories (1926)
- Ruth of St. Ronan's (1927)
- At School with Rachel (1928)
- St. Catherine's College (1929)
- The Little Green School (1931)
- Nesta's New School (1932)
- Jean's Golden Term (1934)
- The School at the Turrets (1935)
- An Exciting Term (1936)
- Jill's Jolliest School (1937)
- The School on the Cliff (1938)
- The School on the Moor (1939)
- The New School at Scawdale (1940)
- Five Jolly Schoolgirls (1941)
- The Mystery of the Moated Grange (1942)
- The Secret of Border Castle (1943)
- The School in the Forest (1944)
- Three Terms at Uplands (1945)
- The School on the Loch (1946)